# Shaunae Millerová
Shaunae Millerová-Uibová (15. dubna 1994, Nassau) je bahamská atletka, sprinterka, olympijská vítězka v běhu na 400 metrů z roku 2016. Je také držitelkou světového rekordu v méně vypisované disciplíně běhu na 300 metrů časem 34,41 s.

## Sportovní kariéra
Její hlavní disciplínou je běh na 400 metrů. Po úspěších v juniorských kategoriích poprvé uspěla mezi dospělými na halovém světovém šampionátu v Sopotech v roce 2014, kde získala bronzovou medaili v běhu na 400 metrů. Na této trati vybojovala stříbrnou medaili na mistrovství světa v Pekingu o rok později. Jejím největším úspěchem se stalo vítězství ve finále běhu na 400 metrů na olympiádě v Rio de Janeiru v roce 2016 v tehdejším osobním rekordu 49,44 sekundy.
Na světovém šampionátu v roce 2017 získala bronzovou medaili v běhu na 200 metrů, na dvojnásobné trati doběhla do cíle čtvrtá. Na mistrovství světa v katarském Dauhá si na trati 400 metrů doběhla pro stříbro ve skvělém čase osobního rekordu 48,37 s. za překvapivou vítězkou Salvou Ajd Násirovou (48,14 s.).

## Osobní život
V roce 2017 se Millerová provdala za estonského atletického vícebojaře Maicela Uiba. V únoru 2023 na svém Instagramu pár oznámil, že očekává narození prvního potomka. V dubnu 2023 se jí narodil syn Maicel Uibo Jr.

## Osobní rekordy
Dráha
- Běh na 100 metrů – 11,19 s. (Clermont, 2016)
- Běh na 200 metrů – 21,88 s. (Zürich, 2017)
- Běh na 300 metrů – 34,41 s. (Ostrava, 2019)  (Současný světový rekord)
- Běh na 400 metrů – 48,37 s. (Dauhá, 2019)